# Samoamerel
De samoamerel (Turdus samoensis) is een zangvogel uit de familie Turdidae (lijsters). Eerder werd deze vogel beschouwd als een ondersoort van de eilandmerel (T. poliocephalus).

## Verspreiding en leefgebied
Deze vogel komt voor op de eilanden Savai'i en Upolu in Samoa.